# Nydia Caro
Nydia Caro (Nova Iorque, 7 de junho de 1948) é uma cantora, compositora, apresentadora de TV e atriz norte-americana
.
Caro nasceu na cidade de Nova Iorque e seus pais são originários de Rincón, Porto Rico. Estudou na James Monroe High School, onde se formou em 1964. Depois de completar o ensino médio, Nydia se matriculou em aulas de canto, dança e teatro na Escola de Artes Performáticas de Nova York.
Em 1973, conquistou o terceiro lugar no Festival de Benidorm com a música "Vete ya", de Julio Iglesias. No ano seguinte, participou do Festival de Viña del Mar como artista convidada. Lá ela conheceu o apresentador de televisão chileno César Antonio Santis. Caro se tornou a primeira artista de origem porto-riquenha a ganhar o  Festival da OTI, interpretando a canção "Hoy canto por cantar"..
Em 1988, interpretou Yaritza Gallardo na minissérie porto-riquenha Color de piel, de Vicky Hernández, junto com os atores mexicanos Rogelio Guerra, María Rubio e Socorro Avelar.
Graças à sua popularidade no Chile, participou da telenovela Bellas y Audaces e gravou um álbum de sucesso no país chamado Todos los fuegos, a partir do qual foi lançada a faixa-título e o single "Soledad". Em 2008, atuou em outra telenovela chilena, desta vez Don amor. Foi novamente convidada especial do XLIX Festival Internacional da Canção de Viña del Mar. Em 2011, participou como jurada convidada do programa TV X Factor, na TVN.
Mora em Porto Rico, terra natal de seus pais.
- Dímelo tú (1967)
- Los Durísimos y yo (1969)
- Hermano, tengo frío (1970)
- Grandes Éxitos - Volumen Uno (1973)
- Cuéntale (1973)
- Grandes Éxitos - Volumen Dos (1974)
- Hoy canto por cantar (1974)
- Contigo fui mujer (1975)
- Palabras de amor (1976)
- El amor entre tú y yo (1977)
- Oye, guitarra mía (1977)
- Arlequín (1978)
- Suavemente/Sugar Me (1978)
- Isadora/Keep On Movin'12" (1978)
- A quién vas a seducir (1979)
- Intimidades (1982)
- Prepárate (1983)
- Papá de domingos (1984)
- Soledad (1985)
- Hija de la Luna (1988)
- Para valientes nada más (1991)
- De amores luminosos (1998)
- Las noches de Nydia (2003)
- Bienvenidos (2003)
- Claroscuro (2012)

Collaborações
- Cantaré, cantarás/Hermanos del Tercer Mundo (1985)
- Somos el prójimo/Aristada puertorriquena (1985)
- Al compás de un sentimiento, Así canta Puerto Rico (1991)
- Ocho puertas (2003)